# Stor-Nällsjön
Stor-Nällsjön är en sjö i Bergs kommun i Jämtland och ingår i Ljungans huvudavrinningsområde. Sjön har en area på 0,554 kvadratkilometer och ligger 420,6 meter över havet. Sjön avvattnas av vattendraget Nällsjöån.

## Delavrinningsområde
Stor-Nällsjön ingår i det delavrinningsområde (694584-143720) som SMHI kallar för Utloppet av Stor-Nällsjön. Medelhöjden är 459 meter över havet och ytan är 12,46 kvadratkilometer. Det finns inga avrinningsområden uppströms utan avrinningsområdet är högsta punkten. Nällsjöån som avvattnar avrinningsområdet har biflödesordning 2, vilket innebär att vattnet flödar genom totalt 2 vattendrag innan det når havet efter 214 kilometer. Avrinningsområdet består mestadels av skog (67 procent) och sankmarker (24 procent). Avrinningsområdet har 1,05 kvadratkilometer vattenytor vilket ger det en sjöprocent på 8,4 procent.